# Йеггис
Мы́за Йе́ггис (нем. Joeggis), также мы́за Йы́гисоо (эст. Jõgisoo mõis) — рыцарская мыза, бывшее дворянское поместье, находившееся на севере Эстонии в волости Харку уезда Харьюмаа. Согласно историческому административному делению относилась к Кегельскому приходу.

## История мызы
Мыза Йеггис была основана в первой половине 17-го столетия. Первым владельцем мызы был Генрих фон Кнорринг (Heinrich von Knorring).
В 18-м столетии мыза принадлежала дворянским семействам Дуглас (Douglas), Мореншильд и Браш.
На военно-топографических картах Российской империи (1846–1863 годы), в состав которой входила Эстляндская губерния, мыза обозначена как Iеггисъ.
В 1912 году мызу приобрёл Михкель Паульберг, эстонец по происхождению.

## Мызный комплекс
Мыза находилась в середине течения реки Кейла на правом берегу и была сравнительно скромно отстроена. Главным зданием мызы было по всей вероятности деревянное строение. Рядом с главным зданием было несколько дополнительных сооружений. У реки находились водяная мельница и плотина, которая служила также мостом через реку Кейла.

## Современное состояние
Главное здание уничтожено. Сохранилось несколько сильно перестроенных дополнительных строений. Большую часть территории, которую ранее составляло сердце мызы, теперь занимают новые производственные здания. Также не используется место расположения старого моста, и новый мост теперь находится в 200 метрах вниз по течению реки.